# Mbuma-Zending
De Mbuma-Zending gaat uit van de Free Presbyterian Church of Scotland (in samenwerking met de Oud Gereformeerde Gemeenten in Nederland, de Gereformeerde Gemeenten in Nederland en de Hersteld Hervormde Kerk), dat al honderd jaar zendingswerk verricht in het plaatsje Mbuma in Zimbabwe en wordt gesteund door de Nederlandse stichting Mbuma. Het betreft voornamelijk zendingswerk op het gebied van geestelijke toerusting en medische ondersteuning. Er zijn zendingsposten, scholen, een kindertehuis, een ziekenhuis en een middelbare school opgezet. Daarnaast bedrijft men zending in Kenia. De Nederlandse stichting Mbuma organiseert jaarlijks een Mbuma Zendingsdag die door enkele duizenden mensen bezocht wordt. Er spreken voornamelijk predikanten uit de Oud Gereformeerde Gemeenten in Nederland, de Gereformeerde Gemeenten in Nederland, en de Hersteld Hervormde Kerk.
Het was de Zuid-Afrikaan John Boyana Radasi die net voor het begin van de twintigste eeuw in contact kwam met de Schotse predikant N. Cameron, een opleiding volgde in Schotland en vervolgens aan de afstammelingen van het Zoeloevolk in Rhodesie het evangelie ging prediken. Hij was de Sindebele-taal machtig en vertaalde de Schotse psalmberijming. Op 9 september 1905 werd de eerste zendingspost geopend. Twintig jaar later vertrok de eerste Schotse zendeling, ds. J. W. Tallach, naar Rhodesie. Toekomstige predikanten studeerden op hun beurt in Schotland en doen dat nog steeds. De Nederlandse Mbuma-zending steunt het zendingswerk van deze kerk sinds de jaren 60 van de 20e eeuw.